# Les archives de Magnus
 (octobre 2023).
La mise en forme du texte ne suit pas les recommandations de Wikipédia : il faut le « wikifier ».
Les points d'amélioration suivants sont les cas les plus fréquents. Le détail des points à revoir est peut-être précisé sur la page de discussion.
- Les titres sont pré-formatés par le logiciel. Ils ne sont ni en capitales, ni en gras.
- Le texte ne doit pas être écrit en capitales (les noms de famille non plus), ni en gras, ni en italique, ni en « petit »…
- Le gras n'est utilisé que pour surligner le titre de l'article dans l'introduction, une seule fois.
- L'italique est rarement utilisé : mots en langue étrangère, titres d'œuvres, noms de bateaux, etc.
- Les citations ne sont pas en italique mais en corps de texte normal. Elles sont entourées par des guillemets français : « et ».
- Les listes à puces sont à éviter, des paragraphes rédigés étant largement préférés. Les tableaux sont à réserver à la présentation de données structurées (résultats, etc.).
- Les appels de note de bas de page (petits chiffres en exposant, introduits par l'outil «  Source ») sont à placer entre la fin de phrase et le point final[comme ça].
- Les liens internes (vers d'autres articles de Wikipédia) sont à choisir avec parcimonie. Créez des liens vers des articles approfondissant le sujet. Les termes génériques sans rapport avec le sujet sont à éviter, ainsi que les répétitions de liens vers un même terme.
- Les liens externes sont à placer uniquement dans une section « Liens externes », à la fin de l'article. Ces liens sont à choisir avec parcimonie suivant les règles définies. Si un lien sert de source à l'article, son insertion dans le texte est à faire par les notes de bas de page.
- La présentation des références doit suivre les conventions bibliographiques. Il est recommandé d'utiliser les modèles {{Ouvrage}}, {{Chapitre}}, {{Article}}, {{Lien web}} et/ou {{Bibliographie}}. Le mode d'édition visuel peut mettre en forme automatiquement les références.
- Insérer une infobox (cadre d'informations à droite) n'est pas obligatoire pour parachever la mise en page.

Pour une aide détaillée, merci de consulter Aide:Wikification.
Si vous pensez que ces points ont été résolus, vous pouvez retirer ce bandeau et améliorer la mise en forme d'un autre article.
 (octobre 2023).
Le contenu est difficilement compréhensible vu les erreurs de traduction, qui sont peut-être dues à l'utilisation d'un logiciel de traduction automatique.
Les Archives Magnus était un podcast de fiction d'horreur créé et écrit par Jonathan Sims, réalisé par Alexander J. Newall et distribué par Rusty Quill. Sims a narré le podcast dans la peau du personnage principal, Jonathan Sims, le nouveau archiviste en chef de l'institut Magnus, une institution fictif basée à Londres concentré sur la recherche sur le paranormal et les évènements surnaturels. En 2018, BBC Sounds a classé l'émission comme l'un des plus grands podcasts dramatiques britanniques, avec une vaste base de fans sur Tumblr qui est à l'origine d'une grande partie de son succès. Depuis avril 2020, Les Archives Magnus avaient atteint un taux de téléchargement de plus de 2,5 millions de téléchargements par mois, augmentant à plus de 4 millions de téléchargements par mois en juillet 2020.

## Production
Le podcast est structuré comme une série de témoignages enregistrés, ou écrits puis enregistrés, étant utilisées pour des recherches internes au sein de l'Institut Magnus. Au début de chaque témoignage, le personnage qui prend la déclaration (généralement Jon, l'archiviste en chef) produit une brève description du sujet du témoignage et le nom de la personne qui fait le témoignage. Ceux qui font ou enregistrent des dépositions à l’Institut Magnus ont tendance à tomber dans un état comme une transe, un peu comme revivre l’événement pendant qu’ils le racontent.

## Casting et personnages

### Le casting principal
- Jonathan Sims dans le rôle de Jonathan "Jon" Sims, l'archiviste en chef de l'Institut Magnus, titre avec lequel il s'annonce au début de chaque témoignage qu'il enregistre, éventuellement abrégé en "l'archiviste" à la suite des événements de « Eye Contact ». Jon commence la série comme étant souvent impoli, colérique et généralement sceptique quant au sujet surnaturel des témoignages eux-mêmes ; cependant, au fil des saisons, Jon accepte les histoires relayées par les témoins comme étant réelles et devient plus gentil et plus sympathique. Depuis « Dwelling » et peut-être avant, il entretient une relation amoureuse avec Martin Blackwood. Il est asexuel.
- Alexander J. Newall dans le rôle de Martin Blackwood, assistant archiviste à l'Institut Magnus, qui a obtenu son emploi en mentant sur la détention d'un diplôme en parapsychologie. Il a une voix douce et s'éloigne généralement des rassemblements sociaux. Dès « Dwelling » et peut-être avant, il entretient une relation amoureuse avec Jonathan Sims.
- Lottie Broomhall dans le rôle de Sasha James, assistante archivistique à l'Institut Magnus, qui s'occupe principalement de trouver des documents qui pourraient constituer des preuves quant a la véracité des témoignages. Dans « Infestation », elle est remplacée par une entité connue sous le nom de « Not-Sasha » (doublée par Evelyn Hewitt), qui prétend être la même personne tout en ayant un corps différent.
- Mike LeBeau dans le rôle de Timothy "Tim" Stoker, assistant archivistique à l'Institut Magnus, qui a accepté ce rôle après que Jon ait été promu archiviste en chef, après avoir travaillé avec lui avant dans le département de recherche. Il a eu des relations avec des hommes et des femmes, comme le révèle « Across the Street » lorsqu'il courtise deux documentalistes. Tim commence la série comme gentil et suffisant, mais en vient à ressentir son poste au sein de l'institut, qu'il est incapable de quitter, et devient de plus en plus cynique et en colère dans ses interactions avec ses collègues, principalement Jon.
- Ben Meredith dans le rôle d'Elias Bouchard/Jonah Magnus, le directeur de l'Institut Magnus. Il est initialement dédaigneux des inquiétudes concernant l'activité paranormale active au sein de l'institut, mais s'empresse de révéler un certain degré de connaissances, et avoue avoir intentionnellement caché des informations lorsqu'il fut initialement confronté.
- Evelyn Hewitt dans le rôle de Not-Sasha, une entité paranormale qui porte l'identité de Sasha James. Il vit dans les tunnels sous l'Institut lorsqu'il n'effectue pas les tâches administratives précédemment assignées à la vraie Sasha James, et joue un rôle important en attirant l'attention de Jon sur les événements paranormaux à l'intérieur et en dessous de l'institut. Le pronom neutre "it" est utilisé pour faire référence à Not-Sasha tout le long de l'oeuvre
- Sue Sims dans le rôle de Gertrude Robinson, l'ancienne archiviste en chef de l'Institut Magnus. Elle a été remplacée par Jonathan Sims après sa disparition en mars 2015. Elle apparaît dans certains épisodes lors de la lecture d'anciennes enregistrements, alors que Jon et les autres assistants s'efforcent de comprendre son rôle passé à l'institut. Son attitude est brusque et elle est très sérieuse dans son travail. Le véritable motif de son travail est lentement révélé tout au long de la série, en particulier dans les saisons 3 et 4.
- Frank Voss dans le rôle de Basira Hussain, un policière chargé de travailler sur des cas « étranges ». Après s'être occupé d'une affaire liée à un événement surnaturel, elle signe un formulaire « Section 31 » et devient de plus en plus impliqué dans des affaires qui finissent par l'amené à l'Institut Magnus. Elle s'implique avec l'Institut dans une enquête autour d'un décès à l'Institut, dans l'épisode nommé « Section 31 ».
- Fay Roberts dans le rôle d'Alice "Daisy" Tonner, une détective aussi chargée de travailler sur des cas « étranges" via la section 31. Elle est connue pour utiliser la force, ainsi que son propre jugement, pour résoudre des affaires.
- Lydia Nicholas interprète Melanie King, l'ancienne présentatrice de la série YouTube Ghost Hunt UK. Après d'étranges incidents surnaturels, elle finit par être employée par l'Institut Magnus. Depuis « Rotten Core » et peut-être avant, elle entretient une relation amoureuse avec Georgie Barker.
- Sasha Sienna dans le rôle de Georgie Barker, l'animatrice impavide de What The Ghost ? podcast. Elle vit avec son chat, The Admiral, et est sortie avec Jonathan Sims lorsqu'ils fréquentaient tous les deux l'université. Depuis « Rotten Core » et peut-être avant, elle entretient une relation amoureuse avec Melanie King.
- Alasdair Stuart dans le rôle de Peter Lukas , capitaine du Tundra et membre de la famille Lukas. Il agit en tant qu'antagoniste et chef temporaire de l'institut dans la saison 4. Il est un avatar de l'une des entités surnaturelles appelées le Solitaire.

### Casting récurrent
- Jon Gracey dans le rôle de Gerard "Gerry" Keay, le fils de Mary Keay, qui a travaillé aux côtés de Gertrude Robinson après qu'elle l'ait libéré de sa mère. Il est décrit comme ayant des cheveux noirs « mal teints » ainsi que des tatouages d'yeux sur toutes ses articulations et sur son cœur. À sa mort en 2014, Gertrude Robinson l'a lié au Catalogue des morts piégés, où il est resté sous forme fantôme jusqu'à ce que Jonathan Sims brûle sa page.
- Paul Sims dans le rôle de Jurgen Leitner, un collectionneur de livres affectés par les mêmes forces paranormales que celles étudiées par l'Institut. Il s'est caché en 1994 après l'incendie de sa bibliothèque et a résidé dans les tunnels sous l'Institut jusqu'à sa mort, par « meurtre brutal à la pipe », dans « The Librarian ».
- Luke Booys dans le rôle de Michael, également connu sous le nom de The Distortion, une manifestation de l'une des entités surnaturelles appelées la spirale. Son apparence est flexible, mais son apparence de base est celle de l'ancien assistant de Gertrude Robinson, Michael Shelley, un homme de grande taille aux cheveux blond paille et au visage rond. La Distorsion fut liée à Michael dans le cadre d'un rituel interrompue par Gertrude, prenant l'apparence de son ancienne assistante, tout en déformant ses traits. Il est et il réside à la fois dans un domaine accessible uniquement par une porte jaune de sa propre conjuration. Il s'attaque aux gens en les attirant vers sa porte et en les piégeant dans un labyrinthe inéluctable. Il a été tué par Helen qui est devenu The Distortion par la suite dans « Another Twist ».
- Hannah Brankin dans le rôle de Jane Prentiss, une femme auparavant ordinaire travaillant comme vendeuse New Age qui s'est transformée en ruche vivante pour des larves de guêpes après avoir trouvé un nid de guêpes dans son grenier. Prentiss a infecté d'autres personnes en enfouissant les vers dans leur chair, les tuant ou les transformant en ruches. Elle a été tuée dans les archives et incinérée peu après.
- Imogen Harris dans le rôle d' Helen Richardson, une manifestation de la Spirale qui a remplacé Michael, qui assiste et perturbe occasionnellement les activités des Archives.
- Guy Kelly dans le rôle de Michael Crew, un avatar d'une force paranormale qui rencontre Jonathan Sims dans « The Coming Storm ». Il a une grande cicatrice ramifiée en forme de figure de Lichtenberg résultant d'un coup de foudre lorsqu'il était enfant.
- Jessica Law dans le rôle de Nikola Orsinov, un mannequin en plastique qui était à l'origine Joseph Grimaldi. Orsinov sert l'une des entités surnaturelles appelées l'Étranger, qu'elle tente et échoue à invoquer dans « Stranger and Stranger ».
- Hannah Walker dans le rôle de Jude Perry, membre du Culte de la Flamme Sans Lumière (Cult of the Lightless Flame), un groupe dédié à la destruction et à la souffrance, qui rencontre Jonathan Sims dans « Twice as Bright ».
- Russell Smith dans le rôle d' Oliver Banks, un avatar de l'une des entités surnaturelles appelées la Fin, capable de voir la force vitale des gens sous la forme de vrilles noires.

## Résumé
Initialement, le podcast est présenté comme une anthologie d'horreur, à la suite des efforts de Jonathan Sims, archiviste en chef de l'Institut Magnus, pour enregistrer sur cassette un certain nombre de dépositions d'événements paranormaux qui se sont révélés impossibles à enregistrer par des moyens numériques conventionnels. Au cours de cinq saisons, une méta-intrigue plus complexe se développe, révélant la nature de l'Institut Magnus, de son chef, Elias Bouchard, et la nature des événements paranormaux enregistrés dans les dépositions,.

### Saison 1
La premier saison des Archives Magnus a été publiée du 24 mars 2016 au 13 octobre 2016.
Jonathan Sims est embauché en tant que nouvel archiviste en chef des archives de l'Institut Magnus, son prédécesseur Gertrude Robinson ayant été portée disparu et présumé morte. Tandis qu'il essaye de numériser des témoignages sur des incidents surnaturels, il découvre que certain témoignages ne peuvent être enregistrées que sur un magnétophone, plutôt que les enregistrements numériques plus répandus. Parmi ces témoignages figurent des mentions de livres paranormaux appelés « Leitners », dont beaucoup proviennent d'une bibliothèque appartenant auparavant à un homme nommer Jurgen Leitner. Le conflit final de la saison implique une femme nommée Jane Prentiss, qui est devenue l'hôte d'une masse de vers parasites attaquants le personnel des archives. Dans le chaos de l'attaque de Prentiss, Sasha meurt et une créature surnaturelle prend son identité. Pendant l'attaque, le cadavre de Gertrude Robinson est retrouvé dans l'un des tunnels sous l'institut,.

### Saison 2
La deuxième saison de l'Archives Magnus a été publiée du 1er décembre 2016 au 31 août 2017.
Jon devient certain qu'il y a un conspiration derrière le meurtre de Gertrude Robinson et sa paranoïa augmente alors qu'il commence à travailler avec l'agent Basira Hussain de la police pour enquêter. Jon commence à explorer les tunnels sous les archives et découvre des signes d'entrées de Sasha et d'un vieil homme inconnu dans les tunnels. Jon est confronté à un créature surnaturel appelé Michael, qui soutient que Sasha « lui ment ». Mélanie retourne à l'institut et insiste que la Sasha qui fait partie du personnel en ce moment n'est pas la même personne qu'elle a rencontrée lors de ses précédentes visites à l'institut. Jon découvre qu'une créature a prétend à l'identité de Sasha et le poursuit à travers les tunnels de l'Institut jusqu'à ce que Jon soit sauvé par Jurgen Leitner, qui est cache dans les tunnels. Leitner explique qu'il se cache dans les tunnels depuis la destruction de sa bibliothèque en 1994, évitant ainsi divers monstres et personnes qui cherchaient à lui faire du mal. Puis, il explique sa compréhension des entités derrière les livres : ce sont des manifestations d'entités vastes et puissantes basées sur des peurs primaires qui existent juste en dehors de la perception humaine. Il raconte aussi qu'il pense que le chef de l'institut, Elias, est celui qui a tué Gertrude (l'archiviste ancienne), avec qui Leitner travaillait pour détruire l'institut, lui-même un lieu de la force pour l'une des entités connues sous le nom de The Eye. Plus tard, Elias assassine brutalement Leitner avec un tuyau en métal et encadre Jon, qui s'enfuit des lieux,.

### Saison 3
La saison 3 des Archives Magnus a été publiée du 23 novembre 2017 au 27 septembre 2018.
Bien qu'il se cache, Jon découvre que des dépositions lui sont continuellement envoyées par courrier et suit leurs pistes jusqu'à deux individus connus sous le nom de Jude Perry et Michael Crew, qui sont des "avatars" (serviteurs) d'entités de peur connues sous le nom de « La Désolation » et « Le Vaste » respectivement. Jon découvre qu'il a le force de contraindre les individus à répondre à ses questions, alors Basira et Daisy décident d'amener Jon à l'institut pour utiliser cette pouvoir pour forcer Elias à avouer les meurtres de Gertrude Robinson et Jurgen Leitner. Les pouvoirs de Jon n'affectent pas Elias, mais Elias admet volontiers qu'il a assassiné Gertrude et Leitner avant de forcer Basira à signer un contrat d'emploi pour l'institut. Il révèle ensuite que les employés de l'institut ne peuvent pas partir sans sa permission et que s'il venait à mourir, tous ceux qu'il emploierait mourraient ainsi qu'il.. En plus, ceux qui essaient de quitter l’institut ou refusent d’y travailler alors qu’ils sont employés s’affaiblissent progressivement et finissent par mourir. Parce qu'ils ont forcés d'exécuter les ordres d'Elias, ils sont chargés d'arrêter un rituel connu sous le nom de « l'Inconnaissance », dans lequel les manifestations et les avatars de l'entité surnaturelle connue sous le nom de « l'Étranger » tenteront de remodeler la réalité pour permettre à l'entité de naître, ce qui, en cas de succès, le monde entier souffrirait de tourments éternels pour nourrir l'entité.
Après avoir commencé à enquêter le rituel qui s'appelle « l'Inconnaissance » et comment l'arrêter, Jon est menacé par un mannequin vivant connu sous le nom de Nikola Orsinov, qui lui demande de leur donner une ancienne peau de gorille empaillée, qui a été volée par Gertrude Robinson il y a plusieurs années. Cependant, quand Jon ne parvient pas à produire cet objet, il est kidnappé et détenu dans une cachette, où Nikola révèle que sans la peau de gorille, elle aura besoin de la peau d'un archiviste pour compléter l'Inconnaissance. Quand Jon est laissé seul, Michael apparaît et révèle son profil du personnage : il est un être connu sous le nom de « La Distorsion », lui-même une manifestation de l'entité de peur connue sous le nom de « La Spirale ». La Distorsion avait été cruciale pour le succès d'un rituel similaire à l'Inconnaissance entrepris par la Spirale. Cependant, avant que cela ne réussisse, Gertrude Robinson a donné à l'un de ses assistants, nommé Michael Shelley, une carte de la Distorsion avant de le faire dévorer par celle-ci. En utilisant la carte, Michael Shelley a trouvé le cœur de la Distorsion et les deux ont fusionné, ce qui a provoqué l'échec du rituel de la Spirale. Michael a décidé de tuer Jon pour que l'Inconnaissance ne puisse pas réussir, mais avant qu'il puisse le faire, Helen fusionne avec la Distorsion. Elle le ramène ensuite à l'institut.
Jon suit un ancien itinéraire appartenant à Gertrude, qui le mène en Nouvelle-Zélande, en Chine et aux États-Unis. En Amérique, il est approché par deux chasseurs de monstres nommés Julia Montauk et Trevor Herbert, qui lui font utiliser un livre invoquant le fantôme d'un homme nommé Gerard Keay, qui avait voyagé avec Gertrude avant de succomber à une tumeur au cerveau en 2014. Gérard décrit ensuite les 14 Entités Surnaturelles à Jon, qui se nourrissent toutes d'un type spécifique de peur : l'Œil, l'entité patronne de l'Institut Magnus, et la peur d'être surveillé ou de voir ses secrets dévoilés ; la Spirale, la peur de la folie et des mensonges ; la Fin, la peur de la mort ; l'Étranger, la peur de l'étrangeté ou des choses qui ne sont pas tout à fait humaines ; le Solitaire, la peur d'être seul ; la Désolation, la peur du feu, de la douleur et de la destruction ; le Massacre, la peur de la violence ; le Vaste, la peur de l'infini ou d'être insignifiant ; l'Enterrement, la peur de suffocation ou d'être piégé sans suffisamment d'espace, qu'il soit physique ou non ; l'Obscurité, la peur de l'obscurité et de ce qu'elle pourrait contenir ; la Corruption, la peur de la pourriture, de la décomposition, de la saleté ; le Web, la peur des araignées et d'être manipulé ; la Chair, la peur de n'être que de la viande ; la Chasse, la peur d'être traqué. Gérard dirige ensuite Jon vers une unité de stockage, où Gertrude avait entreposé quelque chose qui pourrait arrêter l'Inconnaissance.
Quand il retourne à Londres, Jon découvre que le garde-meuble est remplie d'explosifs plastiques. Lui, Basira, Daisy et Tim se rendent ensuite à l'emplacement de l'Inconnaissance pour l'arrêter. Pendant ce temps, Martin et Mélanie exécutent un plan pour distraire Elias et réunir des preuves des crimes d'Elias, ce qui est suffisant pour que la police l'arrête. Cependant, Nikola commence l'Inconnaissance en utilisant la peau de Gertrude Robinson, et ses effets rendent le groupe incapable de sémiose. Basira est capable d'échapper au rituel, mais Daisy est piégée dans une manifestation en forme d'une bière de l'Enterrément. Jon utilise ses forces de contrainte pour immuniser Tim contre l'effet du rituel, et Tim fait exploser les explosifs plastiques sur le site du rituel, ce qui arrête l'Inconnaissance au prix de sa vie, tandis que Jon est laissé dans un état de coma. En raison de son emprisonnement, Elias envoie un homme nommé Peter Lukas, un avatar du Solitaire, pour veiller sur l'Institut Magnus à sa place.

### Saison 4
La saison 4 des Archives Magnus a été publiée du 10 janvier 2019 au 31 octobre 2019.
À la suite de l'Inconnaissance, Jon reste dans un coma pendant six mois. Alors qu'il est inconscient, il reçoit un visite d'un avatar de la Fin - Oliver Banks - qui l'encourage à faire un choix entre mourir ou accepter complètement son rôle d'avatar de l'Œil. Puis, Jon se réveille et commence à se désigner simplement comme « l'Archiviste », tandis que la lecture de dépositions est désormais devenue un besoin physique pour lui. Á son retour à l'Institut Magnus, Basira explique que quatre mois après l'arrêt de l'Inconnaissance, l'Institut a été attaqué par un avatar de la Chair qui s'appelle Jared Hopworth, que Mélanie avait combattu avec un couteau avant d'être piégé par Helen.
Peu de temps après, une apparition de l'Étranger livre le cercueil dans lequel Daisy est piégée avant qu'il ne soit chassé par Jon. Après quelques préparations, Jon entre volontairement dans le bière et revient avec Daisy.
Pendant ce temps-là, Martin a travaille avec Peter Lukas, ce dernier estime qu'une quinzième entité de peur, connue sous le nom de « l'Extinction », émerge a cause de la peur croissante que les humains détruisent le monde. Peter et Martin sont convenus de travailler ensemble pour tenter de lutter contre ce problème d'une manière ou d'une autre.
Sur la base des informations révélées par Elias, Jon et Basira voyagent à Ny-Ålesund pour arrêter un présumé rituel pratiqué par un culte de l'Obscurité. Ils trouvent le siège du culte abandonné, à l'exception d'un seul membre, que Jon oblige à obtenir des informations. Le cultiste révèle qu’en 2015, la culte avait tenté un rituel pour manifester l'Obscurité, mais qu’elle avait échoué bien qu’elle n’ait apparemment pas rencontré d’opposition. Jon regarde alors "l'étoile noire", le point focal de la tentative rituelle de la secte, qui la détruit.
Après avoir écouté plusieurs autres dépositions confirmant que l'Extinction peut provoquer des événements surnaturels, Peter Lukas explique à Martin qu'il aura bientôt une carte des tunnels sous l'institut et qu'il sera donc bientôt en mesure d'exécuter leur programme.
Quand Peter a acquis sa carte, lui et Martin s'aventurent immédiatement dans les tunnels, où Peter libère la créature qui s'était fait passer pour Sasha ("Not-Sasha") comme distraction. Basira et Daisy révèlent qu'Elias s'est évadé de prison et trouvent une cassette du moment où Elias a tué Gertrude Robinson. La cassette révèle qu'Elias est vraiment Jonah Magnus, le fondateur de l'institut, qui a pu transférer sa conscience vers d'autres corps pour prolonger sa vie. Martin et Peter arrivent ensuite au Panoptique de la prison de Millbank, dans lequel se trouve une chaise où repose le corps original sans yeux de Jonah Magnus, auquel point Jonas lui-même arrive également. Ensuite, Peter encourage Martin à détruire le corps d'origine de Magnus et à prendre sa place, ce qui lui permettra d'utiliser le force de l'Œil pour apprendre des informations vitales qui concerne l'Extinction. Cependant, Martin refuse et Peter le lance dans une manifestation du Solitaire en colère. Pendant ce temps, Daisy succombe volontairement à l'influence de la Chasse pour obtenir le pouvoir nécessaire pour arrêter Not-Sasha, ainsi que Julia Montauk et Trevor Herbert. Jon se dirige vers le Panoptique et entre dans le Lonely pour récupérer Martin. Jon utilise ses forces pour retrouver Peter Lukas dans du Lonely et lui impose une déposition. Peter déclare que son plan avec Martin faisait partie d'une tentative de gagner un pari avec « Elias », qu'il avait perdu lorsque Martin refusait de détruire le corps original de Jonah Magnus. Lorsque Jon oblige Peter à lui dire ce que Jonas a gagné grâce au pari, il refuse et est - à terme - tué alors qu'il résiste continuellement aux compulsions de Jon. Jon récupère ensuite Martin et ils quittent le Lonely.
Parce que l'Institut Magnus est maintenant une scène de crime et que Daisy, Julia, Trevor et Not-Sasha sont introuvables, Jon et Martin se rendent dans une cabane en rondins en Écosse. Basira envoie une boîte de déclarations à la cabane pour Jon, et Jon commence à lire l'une d'entre elles, qui s'avère avoir été écrite par Jonah Magnus. Les forces de Jon l'empêchent de ne pas terminer la déclaration et il est donc obligé de lire le reste. La déclaration révèle que Jonas, qui avait peur d'être victime d'un rituel réussi, a cherché à accomplir un rituel pour manifester l'Œil en utilisant la prison de Millbank, dont il avait influencé l'ébauche. Néanmoins, lorsqu'il tenta le rituel dans les années 1800, le rituel échoua et détruisit la prison, mais lui donna ses pouvoirs d'omniscience limitée. Il fonda ensuite l'Institut Magnus pour lui permettre de protéger la prison désormais souterraine de Millbank, ainsi que de planifier l'exécution d'un autre rituel pour l'Œil dans le futur. Cependant, quand il eut été témoin de l'efficacité brutale avec laquelle Gertrude Robinson avait fait dérailler les rituels de la Chair, de l'Enterrement, de la Désolation, du Solitaire et de la Spirale, il commença à se demander pourquoi aucun rituel n'avait jamais réussi. Car il ne pouvait pas répondre à cette question, il commença à se demander si les rituels ne pouvaient pas réussir en raison de leur concentration sur une seule entité de peur. Gertrude Robinson soupçonnait aussi que c'était le cas et avait laissé le rituel de l'Obscurité se dérouler sans opposition pour tester sa théorie. Quand le rituel sans opposition a échoué, Jonas a compris ce qu'il devait faire : concevoir un rituel qui manifesterait toute 14 entités, un objectif qu'il espérait atteindre avant l'émergence complète de l'Extinction.
Àpres la mort de Gertrude, Jonah a lancé son plan, qui nécessiterait un Archiviste exposé à des circonstances surnaturels provenant des 14 entités. En conséquence, il a nommé Jon au poste d'Archiviste car il avait déjà découvert le Web pendant son enfance. Jon a ensuite été marqué par les 13 autres entités à travers ses diverses expériences de mort imminente en le rôle d'archiviste. Une fois que le voyage de Jon dans le Solitaire l'avait marqué pour le pouvoir final, Jonah avait envoyé à Jon sa déclaration pour terminer le rituel.
Jon, incapable d'arrêter de lire, psalmodie un rituel qui fait intervenir toutes les entités. Quand Martin réveille Jon, tout ce qu'il peut dire c'est "Regarde le ciel, il regarde en arrière".

### Saison 5
La saison 5 des Archives Magnus a été publiée du 1er avril 2020 au 25 mars 2021.
La saison a été divisée en trois actes à cause de retards de production causés par la pandémie de COVID-19.
À cause du rituel exécuté à contrecœur par Jon, le monde a maintenant été transformé par les entités de peur, et ce changement est considéré comme irréversible. Jon et Martin s'aventurent de la cabine et se dirigent vers ce qui était autrefois Londres, dans lequel l'Institut Magnus et le Panoptique ont été fusionnés en une tour massive que l'on peut voir n'importe où sur Terre.
À cause de ce changement, les humains ne peuvent plus être tués ni se reproduire, et n’ont plus besoin de manger, de boire ou de dormir. Cependant, le monde et ses habitants sont maintenant divisés entre de beaucoup de « domaines », où les humains sont dirigés par des avatars et torturés sans fin d'une manière qui alimente l'entité de peur dominante au sein de chaque domaine. Grâce au force de Jon, lui et Martin sont capables de voyager entre les domaines sans en être affectés, bien que Jon soit presque toujours obligé de faire une déclaration qui les décrit.
Jon et Martin trouvent Not-Sasha dans un domaine aligné avec l'Etranger. Quand Not-Sasha essaye d'intimider Jon et Martin, Jon fait appel à l'Œil et utilise son pouvoir pour la détruire.
À la suite d'une discussion plus approfondie, Jon découvre qu'il est presque entièrement omniscient et qu'il est capable de savoir presque tout. Bien qu'il soit capable de savoir où se trouvent Basira et Daisy, la première chassant la seconde, qui est maintenant un avatar de la Chasse qui est également capable de voyager à travers les domaines et de tuer définitivement des humains, il est incapable de localiser Mélanie et Georgie en raison de Georgie ayant perdu la capacité de sentir la peur et Mélanie s'étant aveuglée la saison précédente.
Plus tard, ils voyagent entre un domaine aligné sur la Fin, dont on découvre qu'il tue définitivement les gens. En raison du fait que les humains ne sont plus nés ni créés, on pense que les domaines alignés sur la Fin finiront par entraîner l'extinction de l'humanité, et sans rien à craindre, les entités de peur elles-mêmes s'éteindraient en plus.
Ensuite, Jon et Martin voyagent à travers plusieurs autres domaines, et Jon utilisant le force de l'Œil pour détruire Jude Perry et Jared Hopworth dans leurs domaines pendant leur voyage. Eventuellement, le duo arrive dans un Domaine de la Chasse, dont l'une des victimes est Trevor Herbert. Trevor révèle que Daisy avait tué Julia Montauk lorsqu'ils ont attaqué l'institut avant qu'il ne soit tué par Basira. Bien que Basira reste méfiante envers Jon, elle accepte de l'accompagner ainsi que Martin pour arrêter Daisy. Ils finissent par rattraper Daisy dans un domaine de désolation où ses victimes sont obligées de brûler les objets qu'elles aiment. Bien que Daisy blesse Jon et menace Martin, Basira la tue et décide de se séparer d'eux pour faire face au traumatisme.
Jon et Martin arrivent dans une quartier qui semble avoir été épargnée par le changement. À l'intérieur, ils trouvent une maison que contient un ancien vendeur d'objets paranormaux nommé Mikaele Salesa, ainsi que d'Annabelle Cane. Mikaele révèle qu'il utilise une caméra surnaturel pour créer une petite partie du monde non affectée par les entités afin qu'il ne souffre pas. Bien que Martin soit rajeuni par le retour à la normale, Jon devient de plus en plus faible et ils quittent donc le lieu sûr pour continuer leur voyage.
Après avoir voyagent en plusieurs domaines, Martin atteint son propre domaine, qui est aligné à la fois sur l'Œil et sur le Solitaire et se nourrit de la peur de souffrir seul sans être pleuré par personne. Jon, pendant ce temps, atteint la Distorsion, qui est elle-même désormais un domaine en spirale prenant la forme d'un hôtel en constante évolution, bien qu'il puisse toujours traverser cette hôtel sous la forme d'Helen. Lorsque Jon se rend compte qu'Helen cherchera à faire obstacle à leur objectif de libérer le monde des entités, il la détruit.
Jon et Martin arrivent à Londres. Ils retrouvent Georgie et Melanie, qui hébergent un groupe de personnes qu'ils ont sauvées des domaines de la peur qui les vénèrent en tant que personnalités religieuses. Jon et Martin montent au Panoptique pour confronter Jonah et découvrent qu'il est devenu "la pupille de l'Œil", calé dans un état de transe où il raconte continuellement les expériences des gens qui sont piégés dans les domaines de la peur. Jon déclare que l'Œil veut qu'il tue Jonas et prenne sa place, et s'il le fait, il peut réduire les horreurs de l'apocalypse en redirigeant la souffrance vers ceux qui « le méritent ». Cela conduit à une dispute avec Martin et les deux se séparent. Après réflexion, Jon décide de s'excuser auprès de Martin, mais découvre que Martin est parti avec Annabelle Cane pour des raisons inconnues. Jon en déduit que les deux vont à Hill Top Road et les suit, retrouvant Basira en cours de route.
À Hill Top Road, Annabelle détruit la caméra de Mikaele Salesa et révèle que Hill Top Road contient un trou de ver qui permet d'entrer dans d'autres univers. Le Web, possédant une plus grande intelligence que les autres entités de la peur, est conscient que la Fin finira par affamer les entités de peur et cherche à éviter ce sort en s'échappant vers un autre univers. Le chemin vers les autres univers est formé à grâce de les bandes magnétiques générées spontanément que le groupe a rencontrées tout au long de la série, qui ont capturé la voix de Jon pour l'utiliser comme leurre pour les autres entités. Annabelle dit au groupe que s'ils détruisent simultanément le Panoptique en faisant exploser une conduite de gaz sous l'Institut Magnus et en tuant la pupille de l'Œil, les entités partiront et l'apocalypse sera inversée. Jon refuse initialement l'idée d'infliger leur apocalypse à un autre monde non coupable, mais Annabelle affirme que les entités n'existeront que « en marge » dans le nouveau monde, comme elles le faisaient avant l'apocalypse. Annabelle libère Martin et Jon décide d'épargner sa vie.
Jon, Martin et Basira retournent à Georgie et Melanie, dont les fidèles ont été capturés par des monstres et sont revenus dans les domaines de la peur. Le groupe discute de ses options : exécuter le plan d'Annabelle ; permettre à Jon de devenir la pupille et d'accélérer la destruction de toute vie dans le monde par la Fin pour affamer les entités ; ou ne rien faire et s'adapter au nouveau monde. Jon préconise la deuxième option, mais est mis en minorité par le groupe, qui soutient unilatéralement le plan d'Annabelle. Jon donne à Georgie son briquet pour qu'elle puisse détruire le Panoptique, mais le Web exerce un force surnaturel pour lui faire oublier de le faire.
En cachette, Jon affronte et tue Jonah tout seul, devenant ainsi la nouvelle pupille. Il donne une déclaration des entités elles-mêmes, révélant que l'entrée dans le multivers était l'objectif du Web depuis le début et qu'il a manipulé les événements tout au long de la série pour y parvenir. Martin arrive mais il est trop tard pour arrêter Jon. Jon, oubliant qu'il a donné son briquet à Georgie, est surpris lorsque le groupe de Georgie réussit à détruire le Panoptique avec succès. Réalisant que son plan a échoué, il laisse Martin couper son lien avec l'Œil, complétant ainsi le plan d'Annabelle. Jon pense que cela les tuera tous les deux, mais exprime un faible espoir qu'ils survivent.
Plus tard, un magnétophone s'active pour enregistrer une conversation entre Georgie, Melanie et Basira. Le monde est revenu à la normale, mais tout le monde se souvient de ses expériences dans les domaines et a tué beaucoup des avatars désormais impuissants qui les tourmentaient. Le groupe cherchent les décombres du Panoptique mais ne trouve aucune trace de Jon ou de Martin. Basira trouve le magnétophone caché et dit "Si quelqu'un écoute... Au revoir. Je suis désolé et... Bonne chance", avant de l'éteindre, ce qui implique que les entités de peur ont été libérées dans notre monde.

### Suite
Le 24 octobre 2022, il a été annoncé qu'une suite était en préparation et qu'elle serait financée via Kickstarter. Le 30 octobre 2022, le titre s'est révélé: The Magnus Protocol.

## Réception
Il y a beaucoup de critiques positifs. Emily L. Stephens a écrit sur la site AV Club que la série possède un "vaste catalogue d'horreurs et d'excellentes valeurs de production". Rachel Weber a écrit dans GamesRadar que « la présence au micro charmante et grincheuse du protagoniste est un point culminant » de la série. Catriona Harvey-Jenner a écrit dans Cosmopolitan qu'"il suffit d'écouter un épisode pour devenir accro". Bryan Bishop a écrit dans The Verge que la série utilise une « production minimaliste, [qui] confère aux histoires une terreur étrange et rampante ». Natalie Zutter a écrit sur Tor.com que le spectacle est une « distraction bienvenue des autres terreurs actuelles ». Megan Summers a écrit dans Screen Rant que « Magnus Archives est un podcast d'horreur pionnier ». Mason Downey a écrit dans GameSpot que la série est un "mélange parfait d'histoires effrayantes de monstres de la semaine dans le style X-Files".
Le Sydney Morning Herald et Polygon ont rapporté qu'il y avait une rumeur que le premier épisode de la cinquième saison avait provoqué le crash de Patreon, mais Patreon n'a pas confirmé les rumeurs,.

### Prix
| Prix                             | Date | Catégorie                                                             | Destinataire                            | Résultat  | Réf.   |
| -------------------------------- | ---- | --------------------------------------------------------------------- | --------------------------------------- | --------- | ------ |
| Découvrez les récompenses Pod    | 2019 | Meilleur podcast audio dramatique ou fiction                          | Les archives de Magnus                  | Lauréat   | [ 21 ] |
| This Is Horror Awards            | 2019 | Podcast de fiction de l'année                                         | Les archives de Magnus                  | Finaliste | [ 22 ] |
| Prix des versets audio           | 2019 | Production de lecture audio                                           | Les archives de Magnus                  | Lauréat   | [ 23 ] |
| Prix des versets audio           | 2019 | Écriture d'une production de lecture audio                            | Jonathan Sims                           | Lauréat   | [ 23 ] |
| Prix des versets audio           | 2019 | Performance d'un rôle principal dans une production de lecture audio  | Jonathan Sims                           | Lauréat   | [ 23 ] |
| Prix des versets audio           | 2019 | Direction vocale d'une production                                     | Alexander J.Newall                      | Lauréat   | [ 23 ] |
| Prix des versets audio           | 2019 | Performance d'un rôle secondaire dans une production de lecture audio | Alexander J.Newall                      | Lauréat   | [ 23 ] |
| Prix des versets audio           | 2020 | Direction vocale                                                      | Alexander J.Newall                      | Lauréat   |        |
| Prix des versets audio           | 2020 | Performance d'un rôle secondaire dans une production de lecture audio | Alexander J.Newall                      | Lauréat   |        |
| Prix des versets audio           | 2020 | Conception sonore d’environnement dans une production                 | Elizabeth Moffatt                       | Lauréat   |        |
| Prix des versets audio           | 2020 | Conception sonore                                                     | Elizabeth Moffatt                       | Lauréat   |        |
| Prix des versets audio           | 2020 | Écriture d'une production de lecture audio                            | Jonathan Sims                           | Lauréat   |        |
| Prix des versets audio           | 2020 | Performance d'un rôle principal dans une production de lecture audio  | Jonathan Sims                           | Lauréat   |        |
| Prix des versets audio           | 2020 | Performance d'un rôle de soutien dans une production de pièce audio   | Alasdair Stuart                         | Lauréat   |        |
| Prix des versets audio           | 2020 | Couverture d'une production                                           | Anika Khan                              | Lauréat   |        |
| Prix des versets audio           | 2020 | Production de lecture audio                                           | Les archives de Magnus                  | Lauréat   |        |
| Prix des versets audio           | 2021 | Production de lecture audio existante                                 | Les archives de Magnus                  | Lauréat   | [ 24 ] |
| Prix des versets audio           | 2021 | Direction musicale pour une production existante                      | Brock Winstead                          | Lauréat   | [ 24 ] |
| Prix des versets audio           | 2021 | Conception sonore d'action dans une production existante              | Elizabeth Moffatt et Alexander J Newall | Lauréat   | [ 24 ] |
| Prix des versets audio           | 2021 | Conception sonore d’environnement dans une production existante       | Elizabeth Moffatt et Alexander J Newall | Lauréat   | [ 24 ] |
| Prix des versets audio           | 2021 | Écrire pour une production existante                                  | Jonathan Sims                           | Lauréat   | [ 24 ] |
| Prix des versets audio           | 2021 | Direction vocale d'une production existante                           | Alexander J Newall                      | Lauréat   | [ 24 ] |
| Prix des versets audio           | 2021 | Performance d'un second rôle dans une production existante            | Sasha Sienna                            | Lauréat   | [ 24 ] |
| Prix des versets audio           | 2021 | Performance d'un second rôle dans une production existante            | Lydia Nicholas                          | Lauréat   | [ 24 ] |
| Prix des versets audio           | 2021 | Interprétation d'un rôle principal dans une production de pièce audio | Jonathan Sims                           | Lauréat   | [ 24 ] |
| Prix des versets audio           | 2021 | Interprétation d'un rôle principal dans une production de pièce audio | Alexander J Newell                      | Lauréat   | [ 24 ] |
| Prix des versets audio           | 2021 | Couverture d'une production                                           | Anika Khan                              | Lauréat   | [ 24 ] |
| Prix de la fantaisie britannique | 2021 | Meilleur audio                                                        | Les archives de Magnus                  | Lauréat   | [ 25 ] |
| Prix du podcast britannique      | 2022 | Meilleure fiction                                                     | Les archives de Magnus                  | Perdant   | [ 26 ] |
| People's Choice Podcast Awards   | 2022 | Meilleure fiction                                                     | Les archives de Magnus                  | Perdant   | [ 27 ] |

## D'autres médias

### Le jeu de rôle des Archives Magnus
Un jeu de rôle sous licence en ce moment en production par Monte Cook Games. Lancé sur Backerkit  le 29 août 2023. Ce jeu est le premier projet RPG financé par crowdfunding à dépasser le million de dollars américains en extérieur sur une plateforme autre que Kickstarter.

## Voir également
- Podcast d'horreur